# 特羅伊齊克 (柳巴希夫卡區)
47°38′12″N 30°16′35″E / 47.63667°N 30.27639°E

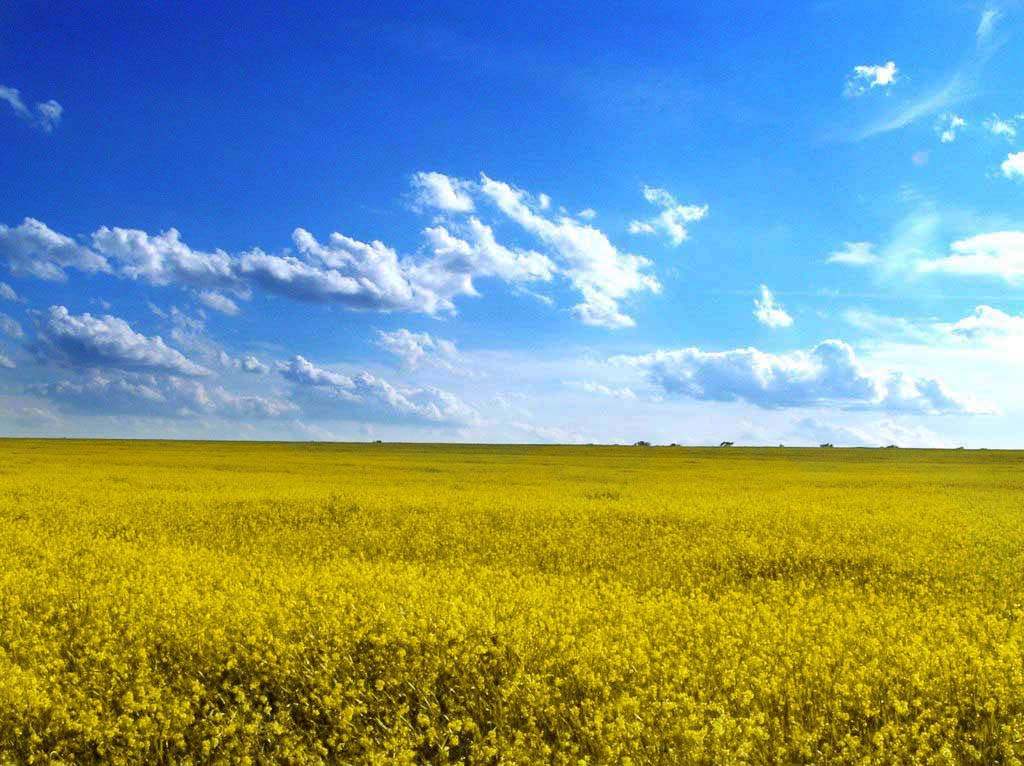

特羅伊齊凱（烏克蘭語：Троїцьке）是位於烏克蘭西南部的村莊，由敖德萨州波季利斯克区的柳巴希夫卡市鎮負責管轄。該村始建於十八世紀，面積4.06平方公里，海拔高度52米，2001年人口2,314，人口密度每平方公里569.95人。